# 俞帷乐
俞帷乐（1926年—），上海人。中国化学家。

## 生平
1948年，毕业于上海圣约翰大学理学院化学系，赴美国田纳西州纳什维尔市范德比尔大学，获理学硕士学位。后供职于中国科学院大连化学物理研究所、中国科学院兰州化学物理研究所工作，主要从事分离技术和选择性检测技术的研究。主要有《气相色谱》、《色谱—微波等离子体发射光谱联用法》和《毛细管气相色谱柱的最近发展情况》等。